# شاه دهرایی
شاه دهرایی (به انگلیسی: Shah Dehrai) یک منطقهٔ مسکونی در پاکستان است که در خیبر پختونخوا واقع شده‌است.